# Пауль Вільд
Пауль Вайлд (німецька: [ˈvɪlt]; 5 жовтня 1925 — 2 липня 2014) — швейцарський астроном і директор Астрономічного інституту Бернського університету, який відкрив численні комети, астероїди та наднові зірки.

## Інтернет-ресурси
- Вікісховище має мультимедійні дані за темою: Пауль Вільд
- Astronomical Institute of the University of Berne